# Městský hřbitov v Teplicích
Městský hřbitov v Teplicích je hlavní městský hřbitov v Teplicích. Nachází se na západním okraji města, v ulici Hřbitovní nedaleko obce Novosedlice.   

## Historie

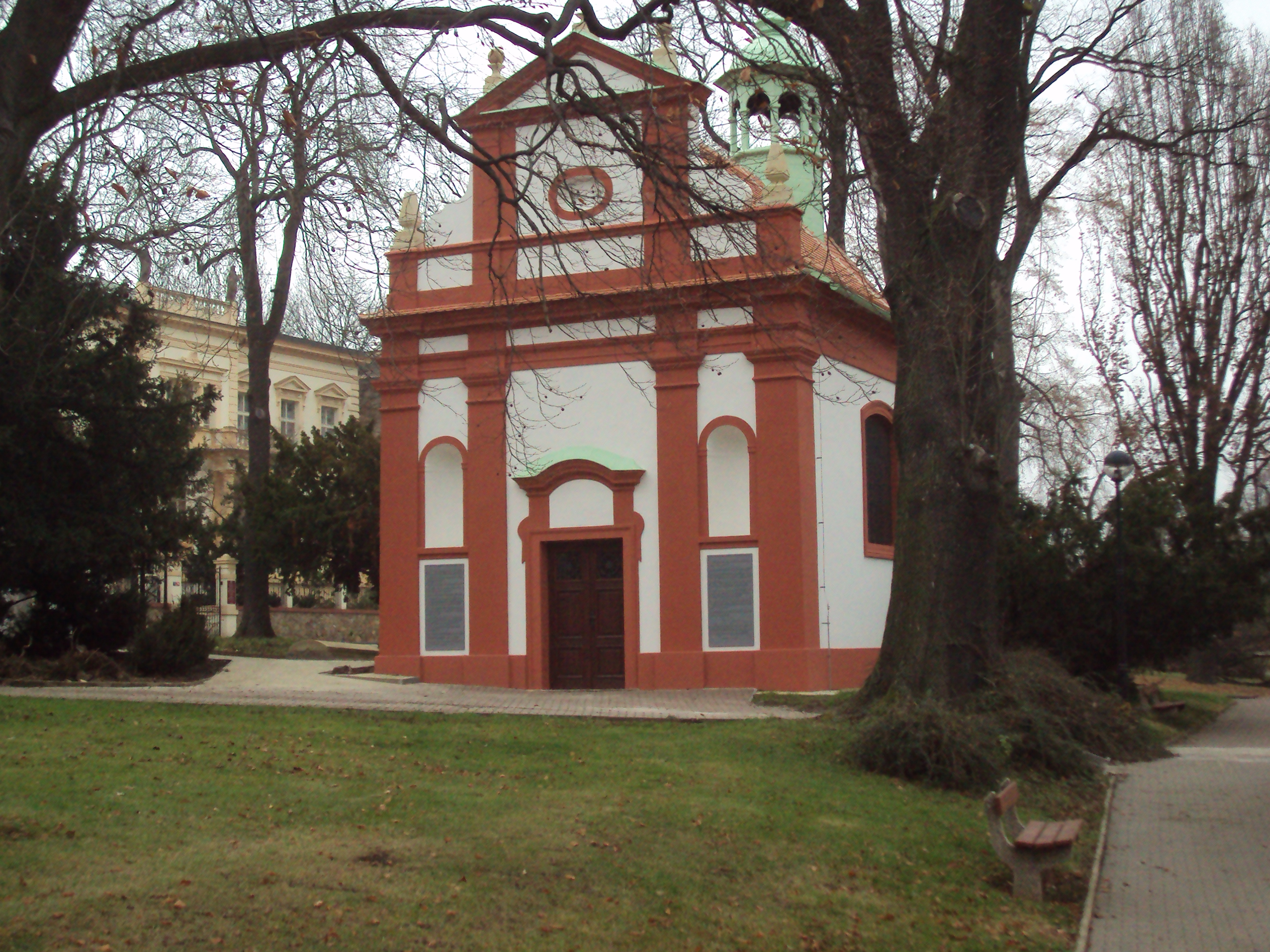
Kaple Nalezení svatého Kříže (Seumeho kaple) v místě starého městského hřbitova

Hřbitov byl vystavěn v letech 1860 až 1863 na velkém pozemku za městem jako nový městský hřbitov náhradou za pohřebiště u barokní hřbitovní kaple Nalezení svatého Kříže nedaleko pozdějších Havlíčkových sadů, které sloužilo jako městský hřbitov od počátku 18. století a bylo následně přeměněno v park. Vstup tvoří neogotická brána s přilehlými přízemními budovami, které tvoří zázemí hřbitovní správy. Spolu s městským hřbitovem vznikly v jeho jižní části také evangelický a nový židovský hřbitov. Ten původní židovský hřbitov přestal kapacitně stačit, protože teplická židovská obec se postupně stala jednou z největších v Čechách. 
Podél zdí areálu je umístěna řada hrobek významných obyvatel města, pohřbeni jsou na hřbitově i vojáci a legionáři bojující v první a druhé světové válce. S odchodem téměř veškerého německého obyvatelstva města v rámci odsunu Sudetských Němců z Československa ve druhé polovině 40. let 20. století zůstala řada hrobů německých rodin opuštěna a bez údržby.  
V Teplicích se nenachází krematorium, ostatky zemřelých jsou zpopelňovány povětšinou v krematoriích v Ústí nad Labem a v Mostu.

## Osobnosti pohřbené na tomto hřbitově

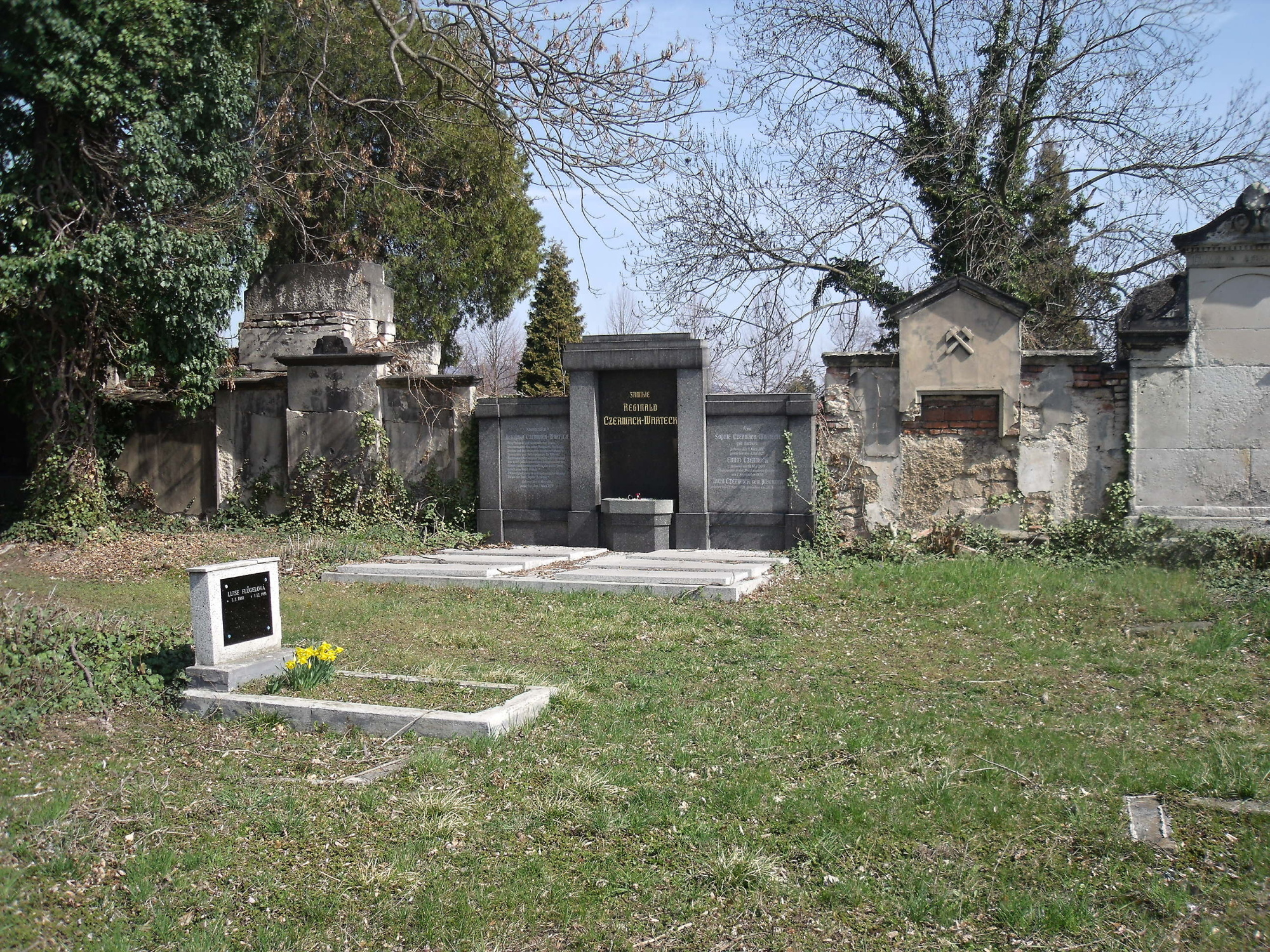
Hrobka rodiny Czermack Warteck zrekonstruovaná v roce 1990 péčí a nákladem rakouského hasičského sboru (Österreichischer Bundesfeuerwehrverband)

- Reginald Czermack (1847–1929) – podnikatel, organizátor hasičstva a turista
- Gustav Karl Laube (1839–1923) – český geolog a paleontolog
- Joseph Wolfram (1789–1839) – hudební skladatel a politik